# Ледесма, Алан (парагвайский футболист)
Ала́н Фабри́сио Леде́сма Вела́скес (исп. Alan Fabricio Ledesma Velázquez; род. 4 сентября 2008 года в Каагуасу, Парагвай) — парагвайский футболист, полузащитник клуба «Олимпия».

## Клубная карьера
Алан является воспитанником асунсьонской «Олимпии». Его дебют за родную команду состоялся 11 мая 2025 года в матче парагвайской Апертуры против клуба «Хенераль Кабальеро»: полузащитник вышел на поле в стартовом составе, а в перерыве встречи был заменён на более опытного Ивана Легисамона.

## Международная карьера
Полузащитник был капитаном юношеской сборной Парагвая (до 15 лет), ставшей победителем чемпионата Южной Америки в 2024 году. На этом турнире он провёл 5 матчей и забил 3 гола, пропустив финальную игру с эквадорцами из-за перебора жёлтых карточек. В 2025 году Алан носил капитанскую повязку в юношеской сборной Парагвая (до 17 лет) и в её составе также принимал участие на чемпионате Южной Америки, отыграв там 6 встреч.

## Достижения
Сборная Парагвая (до 15 лет)
- Чемпион Южной Америки (до 15 лет) (1): 2024